# 13293 Mechelen
13293 Mechelen este un asteroid din centura principală de asteroizi.

## Descriere
13293 Mechelen este un asteroid din centura principală de asteroizi. A fost descoperit pe 26 august 1998 la Observatorul La Silla de Eric Walter Elst. Asteroidul prezintă o orbită caracterizată de o semiaxă mare de 2,46 ua, o excentricitate de 0,03 și o înclinație de 5,8° în raport cu ecliptica.